# Paroaria coronata
La cardenilla crestada (Paroaria coronata), también denominado cardenal común (en Argentina), cardenal copete rojo (en Uruguay y en Argentina), o simplemente cardenal (en Argentina, Bolivia, Paraguay y Chile), es una especie de ave paseriforme de la familia Thraupidae, perteneciente al género Paroaria. Es nativa de la parte norte y central del Cono Sur sudamericano.

## Distribución y hábitat
Se distribuye desde el noreste de Bolivia (al oeste hasta Beni), hacia el sur por Paraguay, extremo sureste de Brasil, Uruguay, hasta el centro de Argentina (provincias de La Pampa y Buenos Aires). Fue introducida en Chile, Hawái, Puerto Rico, Ecuador y Perú. También en Japón. Como resultado de escape de jaulas puede ser encontrado en locales distantes de su área de distribución nativa, como en la ciudad de São Paulo, en Brasil.
Esta especie es considerada localmente común en sus hábitats naturales: áreas semiabiertas, bosques ralos muy degradados y montes subtropical o tropical seco hasta los 500 m de altitud. Es especialmente numerosa en partes de la región chaqueña.

## Estado de conservación
A pesar de calificada como preocupación menor por la Unión Internacional para la Conservación de la Naturaleza (IUCN), está amenazada por pérdida de hábitat y caza y comercialización ilegales. Es una de las aves con mayor demanda como mascota en Argentina, existiendo registros de esta situación desde hace dos siglos (Azara 1802, Gibson (1880). La especie se exporta ilegalmente: en 1978 ingresaron ilegalmente a Estados Unidos 1375 especímenes.

## Descripción
Mide 19 cm de longitud y pesa, en promedio, 37 g. El pico es rosado o blancuzco con culmen y ápice negruzco. Las patas son negruzcas. El iris pardo rojizo. La cabeza, copete, garganta y parte superior del pecho son rojos. El cuello posterior es gris con puntos blancos. El resto de la parte dorsal es gris. Ventralmente es blanco. Las alas y cola son negruzcos.

## Comportamiento
Anda en pareja, en grupos o en bandadas. (a veces hasta de 50 ejemplares). Es bastante terrícola. Se posa en ramas de
árboles o de arbustos. Busca el alimento desde el suelo hasta los 6 m de altura.

### Alimentación
Su dieta consiste principalmente de semillas y frutos, pero también captura insectos, como Formicidae: hormigas aladas (Acromyrmex sp.) y termitas aladas.

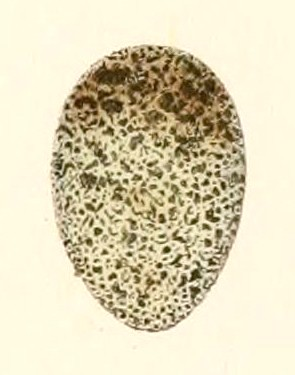
Huevo de la cardenilla crestada.

### Reproducción
La nidificación ocurre entre los meses de septiembre y febrero. El nido, expuesto y elaborado,  tiene forma de taza o semiesfera, sostenido en ramas. Emplea en la construcción fibras vegetales e internamente forrado con raicillas o cerdas. Puede ocupar el mismo nido más de una vez en la misma temporada. La puesta es de tres, a veces cuatro huevos, ovoidales, verde o pardo verdosos con pintas y manchitas ocres, pardas o castañas, distribuidas por toda la superficie. Algunos pueden tener líneas negras. Miden en promedio 24 x 18 mm. La construcción del nido demora de 6 a 8 días. El período de incubación es de 14-15 días. Los huevos son puestos en días corridos. Los pichones nacen en 24 horas y permanecen en el nido 14 a 15 días. Sufre parasitismo de puesta de Molothrus bonariensis.

### Vocalización
El canto es una serie rítmica de notas melódicas, por ej. «uiirip-uiirup-uiirip-chúp».

## Sistemática

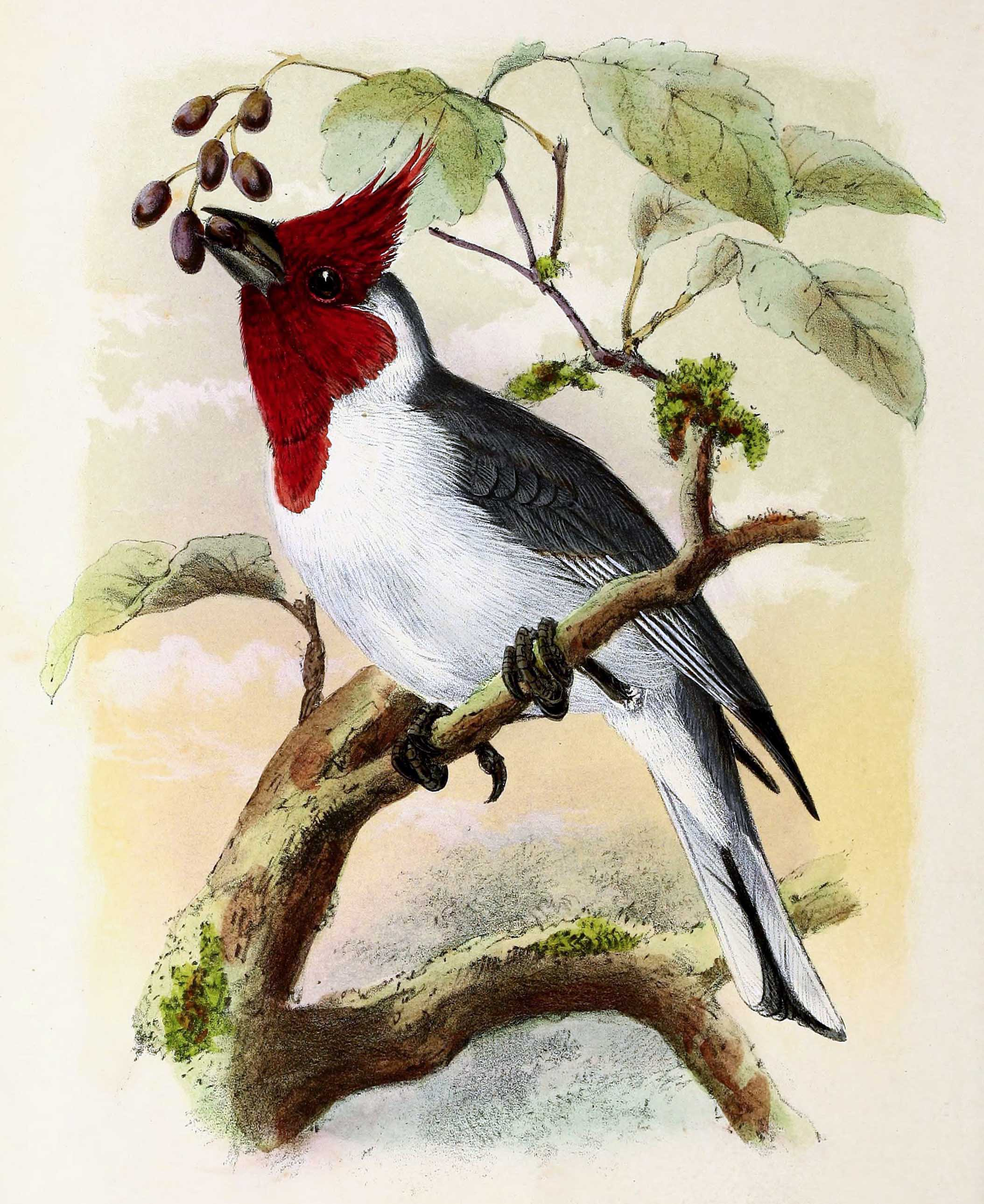
Paroaria cucullata = Paroaria coronata ilustración de Keulemans, 1873.

### Descripción original
La especie P. coronata fue descrita por primera vez por el naturalista e ilustrador británico John Frederick Miller en 1776 bajo el nombre científico Loxia coronata; no fue dada localidad tipo pero se asume: «Río Grande do Sul, Brasil».

### Etimología
El nombre genérico femenino «Paroaria» deriva del nombre tupí «Tiéguacú paroára», usado para designar un pequeño pájaro de color amarillo, rojo y gris; baseado en «Paroare» de Buffon (1770–1783); y el nombre de la especie «coronata», proviene del latín «coronatus»: coronado, en referencia a su llamativa cresta.

### Taxonomía
Es monotípica.